# Симерки
Симерки (укр. Сімерки) — село в Перечинской городской общине Ужгородского района Закарпатской области Украины.
Население по переписи 2001 года составляло 956 человек. Почтовый индекс — 89213. Телефонный код — 3145. Занимает площадь 3,239 км². Код КОАТУУ — 2123283501.